# Senir
Senir ist eine türkische Kleinstadt im Landkreis Keçiborlu der Provinz Isparta. Sie hatte 2008 insgesamt 2.635 Einwohner.
Sie liegt ca. 48 km entfernt von der Provinzhauptstadt Isparta, zur Stadt Keçiborlu sind es 15 km. Der Ort liegt am Nordufer des Burdur Gölü. Den Status einer Belediye erhielt Senir im Jahr 1997.